# Mathieu Coutadeur
Mathieu Coutadeur, né le 20 mars 1986 au Mans en France, est un footballeur français qui a évolué au poste de milieu relayeur.

## Biographie

### Carrière en club

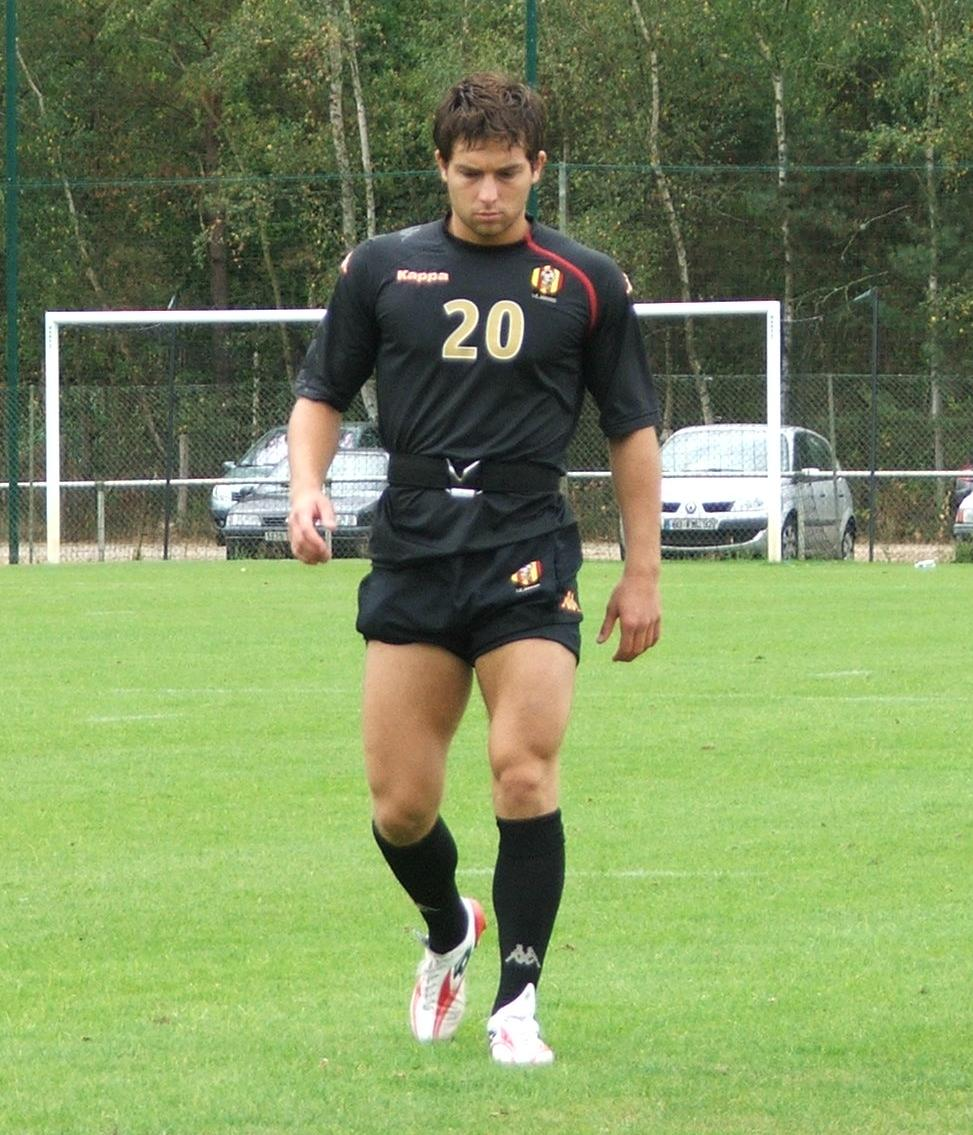
Mathieu Coutadeur au Mans en août 2009.

Après avoir fait toutes ses classes au centre de formation du Mans UC, Mathieu Coutadeur signe en début de saison 2006-2007 son premier contrat professionnel d'une durée de trois ans. Il fait partie de la génération du Mans UC qui remporte la Coupe Gambardella en 2004 avec Martin Douillard, Guillaume Loriot ou encore Mamadou Samassa.
À l'issue de la saison 2006-2007, il fait partie des révélations du championnat. Il devient alors une figure emblématique du club manceau et fait partie des vice-capitaines pour la saison 2008-2009, après Frédéric Thomas. Pendant la saison 2008-2009, il marque même un corner direct contre Valenciennes FC, offrant par la même occasion les trois points à son équipe.
Le 31 août 2009, alors qu'il lui reste moins d'un an de contrat, il quitte son club formateur dans les dernières heures du mercato et s'engage à l'AS Monaco pour une durée de quatre ans et un montant évalué à quatre millions d'euros. Titularisé à seulement cinq reprises sur l'année 2010, il est sélectionné pour le Ballon de plomb par Les Cahiers du football.
Après deux années sans s'imposer sur le Rocher, il quitte l'AS Monaco, alors relégué en Ligue 2, le 20 juin 2011 et s'engage pour quatre saisons en Bretagne avec le FC Lorient. Opéré à la cheville puis victime d'une algodystrophie, il est absent pendant sept mois lors de sa deuxième saison. En fin de contrat avec le club breton à l'été 2015, il est mis à l'essai aux San José Earthquakes, ce qui lui permet de participer à un match amical face à Manchester United lors de l'International Champions Cup. À son retour, il s'entretient avec la réserve lorientaise avant de prendre la direction de l'AEL Limassol en dépit de contacts avec des clubs français et étrangers (Sivasspor, Blackburn).
Le 1er juillet 2016, il revient en France en s'engageant avec le Stade lavallois. Cadre de l'équipe, il réalise une saison pleine à titre individuel, mais quitte le club à la suite de la relégation en National.
Le 8 juin 2017, il s'engage à l'AC Ajaccio. Capitaine à partir de 2019, il permet à son équipe d'accéder à la Ligue 1 en 2022. En juillet 2022, il est contacté par Le Mans FC, son club formateur, mais refuse le contrat de deux ans qui lui est proposé, car il souhaite regoûter à l'élite, où il n'avait plus joué depuis 2015. D'abord remplaçant en début de saison, il retrouve le onze ajaccien et le brassard de capitaine à partir du mois de septembre. 
15 ans après son départ du Mans FC, il effectue un retour aux sources en juillet 2023. En avril 2024, il annonce qu'il mettra fin à sa carrière à l'issue de la saison 2023-2024.

### En sélection nationale
En 2004, à la suite de la victoire du Mans face à Nîmes en finale de la Coupe Gambardella, les jeunes Manceaux et Nîmois attirent l'œil de la DTN. Six d'entre eux sont appelés en sélection, dont cinq pour la première fois de leur carrière. Coutadeur s'envole ainsi pour l'Italie, où il dispute le Tournoi de Salerne avec les moins de 18 ans. Pour ses premiers matches en Bleu il a pour coéquipiers Yoan Gouffran, Raïs M'Bolhi ou Didier Digard et décroche la deuxième place du tournoi. Il est de nouveau appelé la saison suivante en moins de 19 ans, sans toutefois disputer de match avec l'équipe qui remportera l'Euro U19 en 2005.
En décembre 2005 il participe aux Jeux de la Francophonie avec l'équipe de France des moins de 20 ans, au Niger. Il inscrit deux buts lors de la compétition, mais la sélection française est éliminée en quarts de finale.
En 2006 et 2007, il obtient ses premières sélections en équipe de France espoirs, au sein de la génération 1986-1987 des Lloris, Matuidi, Gourcuff et Payet. Il totalise sept capes sur 22 matches possibles, dans une sélection qui ne parvient pas à se qualifier pour l'Euro espoirs 2009, éliminée sur le fil en barrage par l'Allemagne de Neuer, Özil, Kroos et Boateng.

## Statistiques
| Saison                | Club                  | Championnat           | Championnat | Championnat | Championnat | Coupe nationale | Coupe nationale | Coupe nationale | Coupe de la Ligue | Coupe de la Ligue | Coupe de la Ligue | Autres compétitions | Autres compétitions | Autres compétitions | Autres compétitions | Total | Total | Total |
| Saison                | Club                  | Division              | M.          | B.          | P.d.        | M.              | B.              | P.d.            | M.                | B.                | P.d.              | Comp.               | M.                  | B.                  | P.d.                | M.    | B.    | P.d.  |
| 2006-2007             | Le Mans UC 72         | Ligue 1               | 31          | 1           | 0           | 1               | 0               | 0               | 4                 | 0                 | 1                 | -                   | -                   | -                   | -                   | 36    | 1     | 1     |
| 2007-2008             | Le Mans UC 72         | Ligue 1               | 33          | 1           | 0           | 2               | 0               | 0               | 3                 | 0                 | 0                 | -                   | -                   | -                   | -                   | 38    | 1     | 0     |
| 2008-2009             | Le Mans UC 72         | Ligue 1               | 36          | 4           | 5           | 3               | 0               | 0               | 1                 | 0                 | 0                 | -                   | -                   | -                   | -                   | 40    | 4     | 5     |
| 2009-2010             | Le Mans UC 72         | Ligue 1               | 4           | 1           | 0           | -               | -               | -               | -                 | -                 | -                 | -                   | -                   | -                   | -                   | 4     | 1     | 0     |
| Sous-total            | Sous-total            | Sous-total            | 104         | 7           | 5           | 6               | 0               | 0               | 8                 | 0                 | 1                 | -                   | 0                   | 0                   | 0                   | 118   | 7     | 6     |
| 2009-2010             | AS Monaco             | Ligue 1               | 19          | 0           | 1           | 2               | 0               | 0               | -                 | -                 | -                 | -                   | -                   | -                   | -                   | 21    | 0     | 1     |
| 2010-2011             | AS Monaco             | Ligue 1               | 18          | 1           | 1           | -               | -               | -               | 3                 | 1                 | 1                 | -                   | -                   | -                   | -                   | 21    | 2     | 2     |
| Sous-total            | Sous-total            | Sous-total            | 37          | 1           | 2           | 2               | 0               | 0               | 3                 | 1                 | 1                 | -                   | 0                   | 0                   | 0                   | 42    | 2     | 3     |
| 2011-2012             | FC Lorient            | Ligue 1               | 30          | 2           | 1           | 1               | 1               | 0               | 4                 | 0                 | 1                 | -                   | -                   | -                   | -                   | 35    | 3     | 2     |
| 2012-2013             | FC Lorient            | Ligue 1               | 3           | 0           | 0           | 2               | 0               | 0               | -                 | -                 | -                 | -                   | -                   | -                   | -                   | 5     | 0     | 0     |
| 2013-2014             | FC Lorient            | Ligue 1               | 18          | 1           | 1           | -               | -               | -               | -                 | -                 | -                 | -                   | -                   | -                   | -                   | 18    | 1     | 1     |
| 2014-2015             | FC Lorient            | Ligue 1               | 11          | 0           | 0           | -               | -               | -               | 1                 | 0                 | 0                 | -                   | -                   | -                   | -                   | 12    | 0     | 0     |
| Sous-total            | Sous-total            | Sous-total            | 62          | 3           | 2           | 3               | 1               | 0               | 5                 | 0                 | 1                 | -                   | 0                   | 0                   | 0                   | 70    | 4     | 3     |
| 2015-2016             | AEL Limassol          | First Division        | 32          | 1           | 0           | 4               | 1               | 0               | -                 | -                 | -                 | -                   | -                   | -                   | -                   | 36    | 2     | 0     |
| 2016-2017             | Stade lavallois       | Ligue 2               | 35          | 5           | 4           | 3               | 0               | 0               | 3                 | 0                 | 0                 | -                   | -                   | -                   | -                   | 41    | 5     | 4     |
| 2017-2018             | AC Ajaccio            | Ligue 2               | 38          | 5           | 4           | 1               | 0               | 0               | 1                 | 1                 | 0                 | BR                  | 1                   | 0                   | 0                   | 41    | 6     | 4     |
| 2018-2019             | AC Ajaccio            | Ligue 2               | 32          | 5           | 3           | 1               | 0               | 0               | 1                 | 0                 | 0                 | -                   | -                   | -                   | -                   | 34    | 5     | 3     |
| 2019-2020             | AC Ajaccio            | Ligue 2               | 28          | 2           | 6           | -               | -               | -               | -                 | -                 | -                 | -                   | -                   | -                   | -                   | 28    | 2     | 6     |
| 2020-2021             | AC Ajaccio            | Ligue 2               | 29          | 0           | 0           | 1               | 0               | 0               | -                 | -                 | -                 | -                   | -                   | -                   | -                   | 30    | 0     | 0     |
| 2021-2022             | AC Ajaccio            | Ligue 2               | 25          | 0           | 2           | 1               | 0               | 0               | -                 | -                 | -                 | -                   | -                   | -                   | -                   | 26    | 0     | 2     |
| 2022-2023             | AC Ajaccio            | Ligue 1               | 27          | 0           | 0           | -               | -               | -               | -                 | -                 | -                 | -                   | -                   | -                   | -                   | 27    | 0     | 0     |
| Sous-total            | Sous-total            | Sous-total            | 179         | 12          | 15          | 4               | 0               | 0               | 2                 | 1                 | 0                 | -                   | 1                   | 0                   | 0                   | 186   | 13    | 15    |
| 2023-2024             | Le Mans FC            | National              | 21          | 1           | 0           | 1               | 0               | 0               | -                 | -                 | -                 | -                   | -                   | -                   | -                   | 22    | 1     | 0     |
| Total sur la carrière | Total sur la carrière | Total sur la carrière | 470         | 30          | 28          | 23              | 2               | 0               | 21                | 2                 | 3                 | -                   | 1                   | 0                   | 0                   | 515   | 34    | 31    |

## Palmarès
- 2004 : Vainqueur de la Coupe Gambardella avec Le Mans